# Ганс-Гюнтер Брахманн
Ганс-Гюнтер Брахманн (нім. Hans-Günther Brachmann; 11 лютого 1904, Кіль — ?) — німецький офіцер-підводник, капітан-цур-зее крігсмаріне.

## Біографія
30 березня 1922 року вступив на флот. З травня 1938 року — 2-й артилерійський офіцер на лінкорі «Гнайзенау», з грудня 1939 року — 1-й артилерійський офіцер на легкому крейсері «Кельн». В квітні-вересні 1941 року пройшов курс підводника. З 25 квітня по 22 серпня 1942 року — командир підводного човна U-518. З січня 1943 року — референт ОКМ. З серпня 1943 року — командир 1-го училища корабельної артилерії. В травні 1945 року взятий в полон. Влітку того ж року звільнений.

## Звання
- Кандидат в офіцери (30 березня 1922)
- Фенріх-цур-зее (1 квітня 1924)
- Оберфенріх-цур-зее (1 квітня 1926)
- Лейтенант-цур-зее (1 жовтня 1926)
- Оберлейтенант-цур-зее (1 липня 1928)
- Капітан-лейтенант (1 червня 1934)
- Корветтен-капітан (1 листопада 1937)
- Фрегаттен-капітан (1 грудня 1941)
- Капітан-цур-зее (1 грудня 1944)

## Нагороди
- Медаль «За вислугу років у Вермахті» 4-го, 3-го і 2-го класу (18 років)
- Залізний хрест
  - 2-го класу (29 листопада 1939)
  - 1-го класу (3 травня 1940)
- Нагрудний знак флоту (15 липня 1941)